# Atrina texta
Atrina texta är en musselart som beskrevs av Hertlein, Hanna och Strong 1943. Atrina texta ingår i släktet Atrina och familjen Pinnidae. Inga underarter finns listade i Catalogue of Life.